# Artline Engineering
A Artline Engineering é uma equipe de automobilismo e um fabricante de automóveis de corrida com sede na Rússia e na Alemanha, especializada na concepção e produção de carros de corrida de um único lugar, designados ArtTech.